# Вороновиця

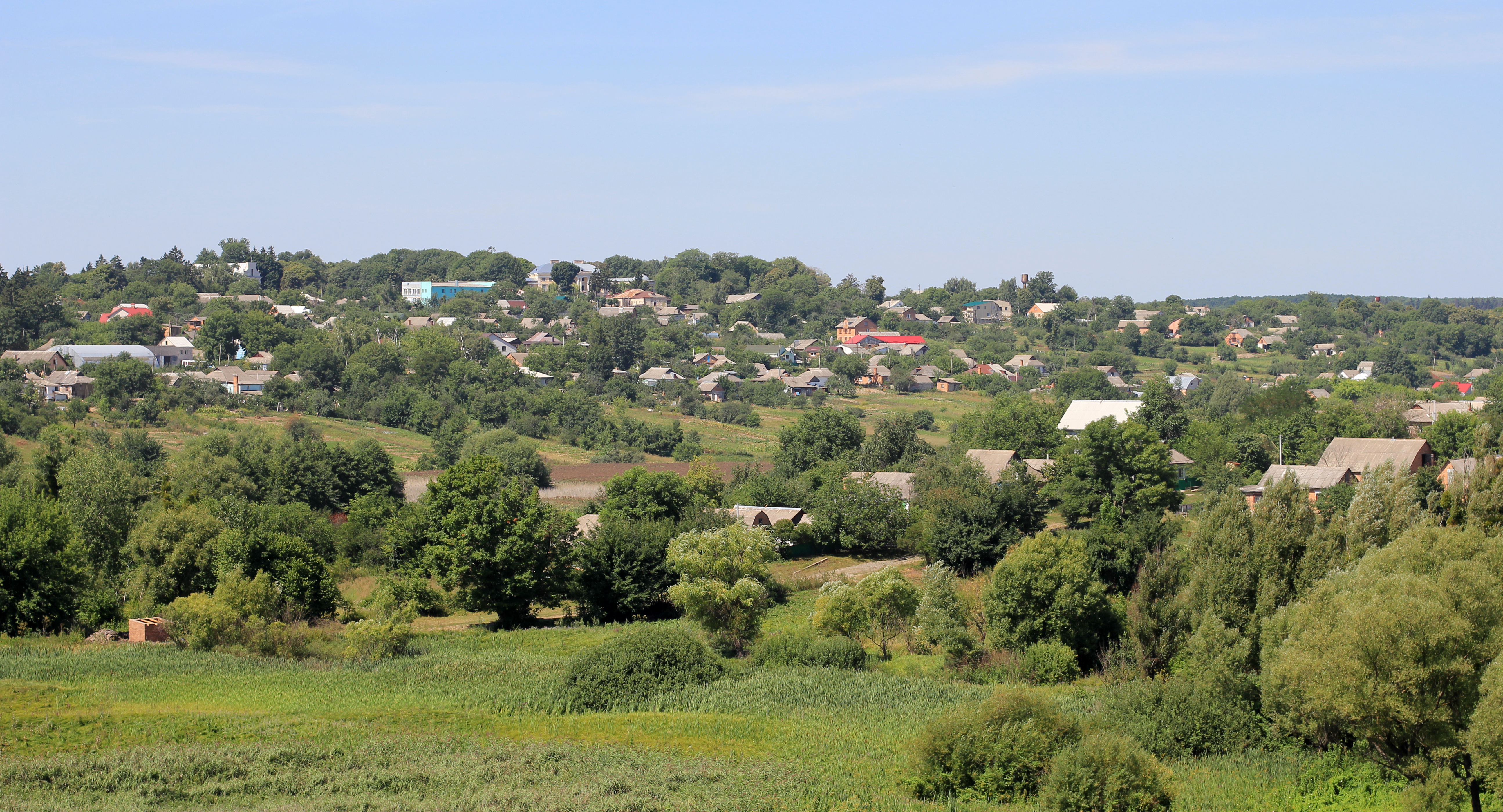
Вороновиця

Воронови́ця — селище в Україні, адміністративний центр Вороновицької селищної громади Вінницького району Вінницької області. Розташоване поблизу невеликої річки Воронки — притоки Південного Бугу. Через Вороновицю пролягає автошлях та залізнична колія. Населення — близько 6 тисяч (2024).
У центрі смт Вороновиці розташований костел Михаїла Архангела (XVIII століття), трибанна дерев'яна Михайлівська церква (XVIII ст.).
Костел був закладений у 1793 Францом Ксаверієм Грохольським, а закінчив його будувати Ян Непомуцен Грохольський.
У спорудженому в селищі у 1790-х роках XVIII століття палаці міститься Вороновицький музей історії авіації та космонавтики України та музей кобзарського мистецтва (меморіальна кімната-музей кобзаря Володимира Максимовича Перепелюка).

## Історія

### Стародавні часи
На території Вороновиці знайдено поселення зарубинецької культури (поблизу залізничної станції). У центральній частині села, біля кам’яного кар’єру, район «Кемпа», на правому високому березі безіменної річки (урочище Ганщина) – городище XVII—XVIII століття розмірами 50х50 метрів. Зберігся лише відрізок східного валу. Зі східного і західного боків помітні сліди ровів. Розорюється під городи.
За 12 км від Вороновицького цукрового заводу в лісі знаходиться Городище круглої форми, яке було оточене валами і має вхід з боку заводу. Загальна площа городища 0,27 гектарів, довжина валу 427 метрів, ширина – 4 метри.

### Перша згадка
Вороновиця належала знаменитій шляхетській руській родині Вороновичів гербу Кміта або пізніше Кмітів. Вороновичі походять від лицаря Ворони. Вороновиця згадується в письмових джерелах також як Воронове Городище. З Вороновичів походили перші вінницькі старости: Олександр Воронович, Матвій Кміта.
Перша згадка про Вороновицю зустрічається у писемних джерелах за 1391 рік. На той час у Вороновиці налічувалось 110 осель.
Донька Івана Вороновича, вийшовши заміж за Михайла Ласку, отримала Вороновицю в посаг. Від родини Ласків Вороновиця разом з Теофілою Ласка перейшла до Мартина Радзимінського. Через шлюб Анни Радзимінської з Михайлом Грохольським Вороновиця перейшла до Грохольських. В середині XVIII століття Вороновиця стає власністю Михайла Грохольського г. Сирокомля, і зостається в цій сім'ї понад 100 років.
За грамотою короля Августа III у 1748 році Вороновиця одержує статус містечка.

### Палац Грохольського

Палац Грохольського

У 1770-х роках XVIII століття Францішек Ксаверій Грохольський будує на місці старого панського маєтку великий палац. Палац було побудовано в стилі раннього класицизму, в 1770—1777 роках. Архітектурні прийоми будівництва запозичені із італійської архітектурної епохи Палладіо — палаци з легко вигнутими бічними крилами. Схема палацу — головний об'єм палацу з портиком та фронтоном, який доповнюється по боках галереями, що закінчуються павільйонами. Архітектором був німецький архітектор Лоренц Гедон.
Триповерховий об'єм палацу є центром композиції маєтку. Він розташований на найвищому пагорбі місцевості. За допомогою широко розкритих напівовальних крил, будинок наче обіймав тих, хто наближався до палацу. По периметру крила охоплює орнамент із гірлянд плодів і квітів, який чергується з черепами биків — мотив букраніїв, запозичений з архітектури Стародавнього Риму. Антоні Грохольський під час свого перебування у Римі та Ліворно у 1797 році придбав там 519 картин відомих французьких, голландських, фламандських та італійських художників, також Тіціана. Крім того палац мав полотна Рембрандта, Рубенса. Частина колекції була замурована в стіні і з часом була знищена вологою.
Загальна площа приміщення будинку 2500 м². В приміщенні розташовано 43 кімнати:
- 1-й поверх — вестибюль, гардероб, прийомна, служби.
- 2-й поверх — парадні кімнати, їдальня, кабінети, бібліотека.
- 3-й поверх — жилі кімнати, приміщення для прислуги. Найбільш парадними і багато оформленими були зали другого поверху південного крила, де зберігся скульптурний декор стелі (тепер тут розташований музей авіації та космонавтики). Решту займає школа.

Палац був оточений парком, закладеним наприкінці XVIII століття. Територія парку спланована за принципом французьких парків XVIII ст. Перед головним фасадом був розташований круглий партер, оточений цегляною огорожею. З правої сторони палацу була стайня на 100 козацьких коней. Головна алея була засаджена липами.

### Археологічні знахідки
У червні-липні 2019 року поблизу населених пунктів Вороновиця, Глинськ та Гущинці археологічна експедиція ІА НАН України «Уличі» спільно з Вінницьким обласним краєзнавчим музеєм віднайшли три нові городища уличів.

### XIX століття
Останнім власником вороновицького маєтку із Грохольських був Адольф Грохольський, після його смерті палац і маєток перейшов його брату Людгарту. За постановою російського уряду Людгарт Грохольський змушений був продати свій маєток. Від арешту та заслання в Сибір врятував його місцевий козак Іван Містота, попередивши вночі, що будинок оточений російськими військами. Грохольський продав маєток Можайському. Будинок у 1869 році придбав в Одесі на торгах Микола Федорович Можайський — капітан II рангу. Але згодом новий володар трагічно загинув, і управляти маєтком приїжджає брат покійного — капітан І рангу Олександр Можайський. Він проживав у садибі з 1869 по 1876 роки.

### Експерименти Можайського
За період життя у Вороновиці Олександр Федорович крім того, що обіймав посаду Брацлавського мирового судді, він виконав значну роботу, яка передувала побудові повітроплавального снаряду. Він проводив досліди з птахами, вивчаючи умови горизонтального польоту, моделює велетенські повітряні змії. Саме, проживаючи у Вороновиці, Можайський виготовляє свою першу модель. Вона складалась із невеличкого човника, у середині якого вміщена годинникова пружина. Човник встановлений на чотирьох коліщатах, які слугують для розбігу і приземлення. До бортів човника прикріплено крильце, застосовано невеликий пропелер, вертикальне та горизонтальне оперення. Для випробовування своєї моделі Олександр Федорович вибрав високий пагорб на березі р. Південний Буг біля с. Потуш, що в урочищі Дубина, де розташовувалася дача Можайських. Планер прив'язували довгою мотузкою до трійки коней. Коли коні швидко тягли воза, особливо з гори, планер злітав у повітря і рухався за возом, при зменшенні швидкості апарат знижувався і котився на своєму візку. Польоти на повітряному змії дали можливість О. Ф. Можайському правильно визначити розміри підйомної поверхні, здатної тримати літальний апарат, важчий за повітря, з людиною. Олександр Федорович з новою енергією береться за свої літаючі моделі і значно удосконалює їх.
У 1876 році О. Ф. Можайський вирішує переїхати до Петербурга, щоб там, як він писав: «Подальшими дослідами над моделями перевірити свій проект повітроплавання».
Повітряний змій Можайського зберігався досить довго. Виявлено, що у 1890-х роках молодий Можайський (Микола Миколайович) відремонтував змія і демонстрував його польоти на дачі «Дубини». Дача Можайських «Дубина» згоріла в 1918 році, згоріла і модель планера. Сьогодні на місці випробовування апарату встановлено пам'ятний знак, збереглись залишки парку, який був біля дачі.
В кінці 19 ст. тут був костел, церква мурована 1777 р, синагога, молитовний будинок, 320 осель, 2035 мешканців, 2 класова школа, 4 млини, 72 ремісники, цукроварня закладена 1874.
Багато чого бачило на своєму віку Вороновиця: коронованих осіб, революції, війни репресії, будівництво світлого майбутнього, всі ці катаклізми пережив палац Грохольських.

### Радянський період
За новим адміністративно-територіальним поділом 1923 року Вороновиця стала центром Вороновицького району.

#### Голодомор
Під час другого голодомору у 1932–1933 роках, проведеного радянською владою, загинуло 27 осіб.

### 21 століття
24 грудня 2018 року парафія храму Чуда архістратига Божого Михаїла в Хонях району оголосила про перехід з юрисдикції УПЦ (МП) до Православної Церкви України.

## Населення

### Мова
Розподіл населення за рідною мовою за даними перепису 2001 року:
| Мова       | Відсоток |
| ---------- | -------- |
| українська | 97,72%   |
| російська  | 2,06%    |

## Економіка
- Степанівський цукровий завод

## Транспорт
Станція Вороновиці (3 рази на тиждень поїзд Вінниця — Гайворон).

## Пам'ятки
- Вороновицький палац
- Алея вікових лип
- Костел св. Архангела Михаїла

### Музеї

#### Музей кобзарського мистецтва
У приміщенні палацу Грохольських працює також музей кобзарського мистецтва (меморіальна кімната-музей кобзаря Володимира Максимовича Перепелюка).

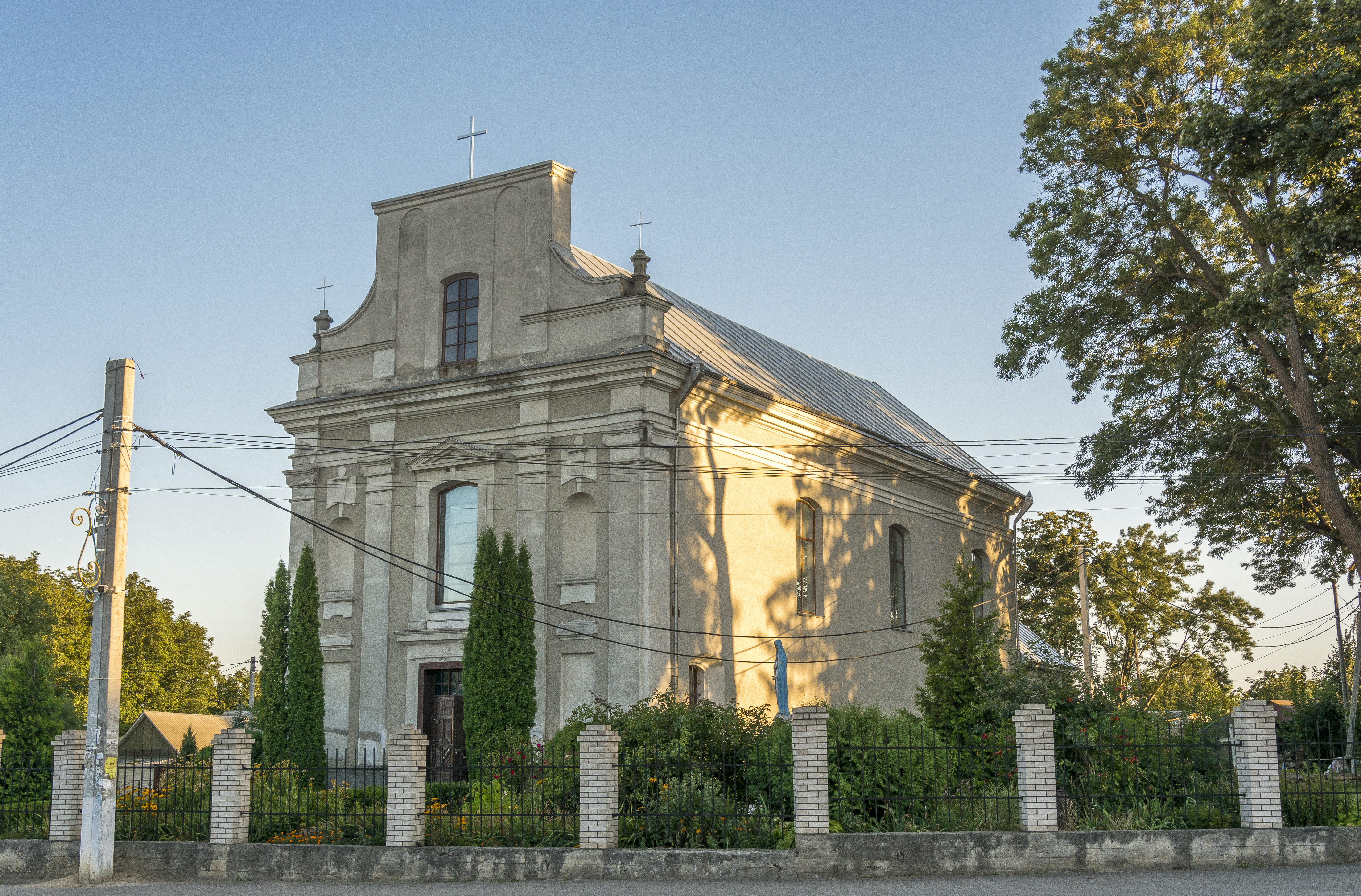
Костел св. Архангела Михаїла

## Відомі люди
- Бонковський Денис Федорович (1816—1881) — український поет, композитор, перекладач.
- Брендак Людмила Євстратіївна — українська письменниця.
- Адольф Норберт Еразм Ґрохольський — учасник польського повстання 1831, син теребовлянського старости Яна Непомуцена.[10]
- Франциск Грохольський (1730—1792) — державний, політичний і військовий діяч Речі Посполитої, меценат, сеймовий посол, підкоморій королівський, учасник Тарговицької конфедерації.
- Корабльов Андрій Віталійович — солдат Збройних сил України, учасник російсько-української війни 2014—2017.
- Олійник Григорій Микитович (1916—1953) — радянський військовий льотчик, учасник німецько-радянської війни, Герой Радянського Союзу.
- Сегеда Юрій Васильович — український поет і прозаїк.

У 1897–1899 роках у Вороновиці мешкала сім'я німецького купця-колоніста Фрідріха Бурґгардта та балтійської німкені Каттіни Сідонії Тіль, у якій виховувався син Освальд, котрий згодом стане відомим українським поетом Юрієм Кленом, близьким другом Миколи Зерова, Максима Рильського, Олени Теліги. Тут він, як стверджує в своїй книзі «Юрій Клен в житті і творчості» дослідник , літературознавець, доктор Дмитро Бучинський, розпочав своє навчання у школі.